# Caroline Bergonzi
Pour les articles homonymes, voir Bergonzi.
Caroline Bergonzi (née le 27 octobre 1972 à Aubagne) est une peintre et sculptrice monégasque, qui réside à New York depuis 1998. Elle peint à l'acrylique, à l'huile et à l'huile sur métal. Elle utilise le bronze et l'acier en sculpture.

## Formation
Caroline Bergonzi a étudié au lycée Albert 1er de Monaco. Elle suite ensuite une formation à l'Institut supérieur du commerce de Paris, puis deux ans à l'Institut français de la mode, toujours dans la capitale française. Son studio est Créalab.

## Œuvres notables
Une de ses créations, Metamorphosis,, est exposée à New York, sur les berges de l'Hudson, en 2015.